# Rivière Noire (Matawinie)
Pour les articles homonymes, voir Rivière Noire et Noir (homonymie).
La rivière Noire est un cours d'eau traversant les municipalités de Saint-Guillaume-Nord, de Saint-Zénon, de Sainte-Émélie-de-l'Énergie, de Saint-Damien et de Saint-Jean-de-Matha, dans la municipalité régionale de comté (MRC) de Matawinie, dans la région administrative de Lanaudière, au Québec, au Canada.

## Géographie
Les principaux bassins versants voisins de celui de la rivière Noire sont :
- au sud-est : rivière Berthier, rivière de la Boule,
- au sud-ouest : rivière Leprohon et rivière Blanche,
- à l'ouest : rivière L'Assomption,
- à l'est : rivière Mastigouche,
- au nord : rivière Sauvage.

## Parcours
À partir du lac Nick dans Saint-Guillaume-Nord (altitude : 500 m, 46° 26′ 17″ N, 73° 47′ 01″ O), la rivière coule sur environ 70 km jusqu'à sa confluence rive gauche avec la rivière L'Assomption à Saint-Jean-de-Matha à la limite nord-est du parc régional des Chutes-Monte-à-Peine-et-des-Dalles.
À partir du lac Onawa la rivière coule dans la gorge du qui longe la limite nord-est du parc régional des Sept-Chutes. La rivière traverse de nombreux lacs dont le lac Crépeau, le lac Bouchette et le lac Noire.

## Toponymie
Le toponyme rivière Noire a été officialisé le 5 décembre 1968 à la Banque des noms de lieux de la Commission de toponymie du Québec.